# Polpharma
Фармацевтический завод Polpharma SA — польская фармацевтическая компания, базирующаяся в Старогард-Гданьском. Производитель препаратов, которые используются в кардиологии, гастроэнтерологии и неврологии. Также производит популярные препараты, отпускаемые без рецепта (OTC).

## История
Компания была основана в 1935 году как Химико-фармацевтический завод Polpharma. Позднее, во время Второй мировой войны, завод был серьёзно повреждён. В 1945—1949 годах разрушенный завод был заново перестроен. В 1951 году компания была переименована в Старогардский фармацевтический завод. В 1959 году она вошла в состав федерации фармацевтической промышленности «Польфа». 1 декабря  1995 года восстановлено прежнее название компании «Polpharma», вместе с трансформацией компании в Polpharma SA.

## Приватизация
Компания была приватизирована 20 июля 2000 года с участием польского капитала. С тех пор основным акционером является холдинг Спектра, принадлежащий Ежи Стараку.
В июле 2010 года Polpharma стала основным акционером компании Медана Фарма С. А., которая перешла к производству и продаже антибиотиков.
20 сентября 2011 года Polpharma стала мажоритарным акционером в обществе, являющимся владельцем AO «Химфарм» в г. Шымкенте (Республика Казахстан).

## Спонсорство спорту
С 2000 года Polpharma является спонсором баскетбольного клуба Polpharma Starogard Gdański. Кроме того, компания является организатором спортивных мероприятий, таких как «Jam Streetball Polpharma — DML».